# Bradley Bubb
Bradley Joseph Bubb (Londra, 30 maggio 1988) è un calciatore grenadino, attaccante del Rayners Lane.

## Biografia
È fratello di Byron Bubb.

## Caratteristiche tecniche
È un'ala destra, ma può giocare anche come punta centrale.

## Carriera

### Club
Comincia a giocare nell'Hendon. Viene notato dal Queens Park Rangers, che nel luglio 2005 lo acquista. Nel settembre 2005 viene prestato all'Hendon. Nel 2006 viene acquistato dal Chalfont St. Peter. Dopo due stagioni, nel 2008 passa al Beaconsfield. Nel 2009 si trasferisce al Farnborough. Nell'estate 2011 viene acquistato dall'Aldershot Town. Il 9 dicembre 2011 viene ceduto in prestito al Basingstoke Town. Il 9 gennaio 2012 rientra dal prestito e, il giorno dopo, viene ceduto nuovamente con la stessa formula all'Eastleigh fino al termine della stagione. Il 21 luglio 2012 viene ceduto in prestito al Woking. Nell'estate 2013 passa all'Anversa. Il 6 gennaio 2014 torna all'Aldershot Town. Nell'estate 2014 viene ceduto all'Havant & Waterlooville. Nel 2015 si trasferisce all'Oxford City. Dopo un'ottima stagione, nell'estate 2016 viene acquistato dall'Ebbsfleet United.

### Nazionale
Nato e cresciuto in Inghilterra, ma di origini grenadine, sceglie la nazionale grenadina, con cui debutta il 26 novembre 2010, in Martinica-Grenada (1-1). Ha partecipato, con la maglia della nazionale, alla Gold Cup 2011. Ha collezionato in totale, con la maglia della nazionale, 10 presenze